# Unió de les Federacions de Futbol de l'Àfrica Central
La Unió de les Federacions de Futbol de l'Àfrica Central, també coneguda per l'acrònim UNIFFAC (Union des fédérations de football d'Afrique Centrale, en francès), és l'òrgan de govern del futbol de les federacions del centre d'Àfrica de la Confederació Africana de Futbol (CAF). Va ser fundada l'any 1959 per les federacions de l'Àfrica central i és una de les cinc zones geogràfiques en què està dividida la CAF, la més gran de les sis confederacions que integren la Federació Internacional de Futbol Associació (FIFA).
L'any 1984, la UNIFFAC va crear la Coupe UDEAC (Union Douanière et Economique des Etats de l'Afrique Centrale, en francès). La disputaven els sis equips de la unió duanera (República del Congo, Txad, Camerun, Guinea Equatorial, República Centreafricana i Gabon) i va durar fins a l'any 1990.
L'any 2003, els mateixos sis països van reprendre la competició sota el nom de Coupe CEMAC (Communauté Économique et Monétaire de l'Afrique Centrale, en francès). La competició va durar fins a l'any 2014.
L'any 2004, la UNIFFAC va crear la Coupe UNIFFAC des Clubs per enfrontar als campions de les respectives lligues nacionals de la Unió. La competició només va durar fins a l'any 2006.
L'any 1999, la UNIFFAC va crear la Coupe UNIFFAC des Nations, però només es va disputar una sola vegada.

## Membres de la UNIFFAC
| Pais                            | Federació                                |
| ------------------------------- | ---------------------------------------- |
| Camerun                         | Federació Camerunesa de Futbol           |
| República Centreafricana        | Federació Centreafricana de Futbol       |
| Txad                            | Federació Txadiana de Futbol             |
| República del Congo             | Federació Congolesa de Futbol            |
| República Democràtica del Congo | Federació Congolesa de Futbol Associació |
| Guinea Equatorial               | Federació Equatoguineana de Futbol       |
| Gabon                           | Federació Gabonesa de Futbol             |
| São Tomé i Príncipe             | Federació Sãotomenca de Futbol           |